# Red Level (Alabama)
 Red Level, Alabama és una població dels Estats Units a l'estat d'Alabama. Segons el cens del 2000 tenia 556 habitants.

## Demografia
Segons el cens del 2000, Red Level tenia 556 habitants, 213 habitatges, i 151 famílies La densitat de població era de 114,2 habitants/km².
Dels 213 habitatges en un 33,8% hi vivien nens de menys de 18 anys, en un 54,5% hi vivien parelles casades, en un 11,7% dones solteres, i en un 29,1% no eren unitats familiars. En el 28,2% dels habitatges hi vivien persones soles el 15,5% de les quals corresponia a persones de 65 anys o més que vivien soles. El nombre mitjà de persones vivint en cada habitatge era de 2,55 i el nombre mitjà de persones que vivien en cada família era de 3,09.
Per edats la població es repartia de la següent manera: un 26,4% tenia menys de 18 anys, un 7,9% entre 18 i 24, un 26,3% entre 25 i 44, un 22,3% de 45 a 60 i un 17,1% 65 anys o més.
L'edat mediana era de 36 anys. Per cada 100 dones hi havia 102,9 homes. Per cada 100 dones de 18 o més anys hi havia 101,5 homes.
La renda mediana per habitatge era de 25.956 $ i la renda mediana per família de 36.250 $. Els homes tenien una renda mediana de 25.833 $ mentre que les dones 18.750 $. La renda per capita de la població era de 14.491 $. Aproximadament l'11% de les famílies i el 16,5% de la població estaven per davall del llindar de pobresa.

## Poblacions més properes
El següent diagrama mostra les poblacions més properes.